# Kamil Poźniak
Kamil Poźniak (ur. 11 grudnia 1989 w Krasnymstawie) – polski piłkarz, występujący na pozycji pomocnika.

## Kariera klubowa
Poźniak jest wychowankiem Jedynki Krasnystaw. W 2004 roku został zawodnikiem Startu Krasnystaw, w którym występował przez następne dwa lata. W 2006 roku przeszedł do Avii Świdnik, którą po roku opuścił na rzecz GKS-em Bełchatów. W ciągu pierwszych dwóch sezonów rozegrał 3 spotkania w pierwszym zespole. W Ekstraklasie debiutował 8 sierpnia 2008 roku w spotkaniu przeciwko Lechowi Poznań. W styczniu 2011 roku Poźniak został odsunięty od kadry pierwszego zespołu. Powodem tej decyzji były negocjacje z Lechią Gdańsk, które zawodnik prowadził bez zgody swojego klubu. 23 lutego Poźniak został oficjalnie zaprezentowanych jako nowy zawodnik Lechii. Przed sezonem 2012/13 piłkarz przeszedł do ŁKS-u Łódź, zaś pół roku później ponownie zmienił klub i powrócić do Bełchatowa, z którym związał się półroczną umową.
W styczniu 2019 został zawodnikiem Motoru Lublin. 31 sierpnia 2019 przeszedł do Greifswalder FC występującego na 5. szczeblu rozgrywek w Niemczech, w NOFV-Oberliga-Nord. W 2021 dołączył do kadry Floty Świnoujście.

## Kariera reprezentacyjna
Poźniak ma za sobą grę w młodzieżowych reprezentacjach Polski do lat 21 i do lat 23.

## Statystyki kariery
(aktualne na dzień 27 grudnia 2014)
| Klub               | Sezon              | Liga               | Liga  | Liga   | Puchar Polski | Puchar Polski | Puchar Ekstraklasy | Puchar Ekstraklasy | Inne  | Inne   | Suma  | Suma   |
| Klub               | Sezon              | Liga               | Mecze | Bramki | Mecze         | Bramki        | Mecze              | Bramki             | Mecze | Bramki | Mecze | Bramki |
| ------------------ | ------------------ | ------------------ | ----- | ------ | ------------- | ------------- | ------------------ | ------------------ | ----- | ------ | ----- | ------ |
| GKS Bełchatów      | 2007/08            | I liga             | 0     | 0      | 0             | 0             | 1                  | 0                  | 1     | 0      | 2     | 0      |
| GKS Bełchatów      | 2008/09            | Ekstraklasa        | 3     | 0      | 0             | 0             | 2                  | 0                  | –     | –      | 5     | 0      |
| GKS Bełchatów      | 2009/10            | Ekstraklasa        | 8     | 0      | 0             | 0             | –                  | –                  | –     | –      | 8     | 0      |
| GKS Bełchatów      | 2010/11            | Ekstraklasa        | 14    | 0      | 2             | 0             | –                  | –                  | –     | –      | 16    | 0      |
| Lechia Gdańsk      | 2010/11            | Ekstraklasa        | 12    | 0      | 4             | 0             | –                  | –                  | –     | –      | 16    | 0      |
| Lechia Gdańsk      | 2011/12            | Ekstraklasa        | 4     | 0      | 1             | 0             | –                  | –                  | –     | –      | 5     | 0      |
| ŁKS Łódź           | 2012/13            | I liga             | 7     | 1      | 0             | 0             | –                  | –                  | –     | –      | 7     | 1      |
| GKS Bełchatów      | 2012/13            | Ekstraklasa        | 4     | 1      | 0             | 0             | –                  | –                  | –     | –      | 4     | 1      |
| GKS Bełchatów      | 2013/14            | I liga             | 15    | 1      | 1             | 0             | –                  | –                  | –     | –      | 16    | 1      |
| GKS Bełchatów      | 2014/15            | Ekstraklasa        | 15    | 1      | 3             | 0             | –                  | –                  | –     | –      | 18    | 1      |
| Ogólnie w karierze | Ogólnie w karierze | Ogólnie w karierze | 82    | 4      | 11            | 0             | 3                  | 0                  | 1     | 0      | 97    | 4      |